# Amparo (nombre)
Amparo es un nombre propio femenino de origen latino y a su vez valenciano  en su variante en español. Su significado es "amparo, protección".

## Santoral
8 de mayo: Nuestra Señora de los Desamparados. Aunque es celebrado el segundo domingo de mayo.

## Variantes
| Variantes en otras lenguas | Variantes en otras lenguas |
| -------------------------- | -------------------------- |
| Español                    | Amparo                     |
| Català                     | Empar                      |
| Euskera                    | Itzal                      |
| Portugués                  | Amparo                     |

Amparito, Ampato